# Ústav národní paměti
Ústav národní paměti – Komise pro stíhání zločinů proti polskému národu (polsky Instytut Pamięci Narodowej – Komisja Ścigania Zbrodni przeciwko Narodowi Polskiemu, IPN) je výzkumný ústav ve Varšavě, který se zabývá zločiny nacismu a komunismu, spáchanými v Polsku v letech 1939–1989. 
Ústav zahájil svou činnost 1. července 2000. Jeho ředitele jmenuje a odvolává Sejm, chod úřadu je financován ze státního rozpočtu.
Některé závěry IPN nebo jím publikované materiály roznítily v Polsku ostrou veřejnou debatu. Jeden z nejvýbušnějších případů se týkal minulosti někdejšího zakladatele hnutí Solidarita a pozdějšího prezidenta země Lecha Wałęsy.

## Zkoumané případy (výběr)
- masakr v Katyni v roce 1940
- vyvraždění židovských obyvatel městečka Jedwabne v roce 1941

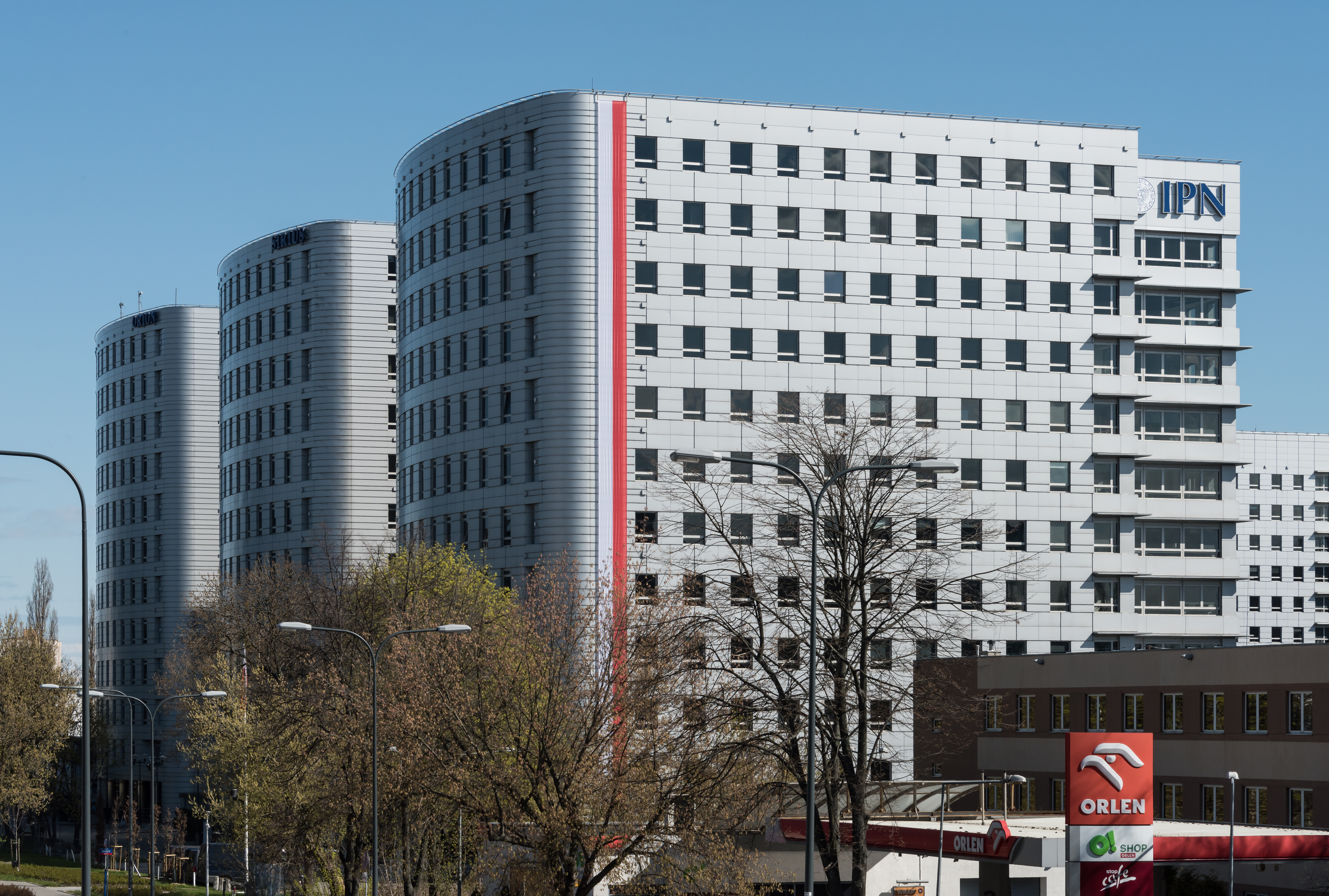
Sídlo IPN ve Varšavě

- Sídlo IPN ve Varšavěnacistické experimenty s výrobou mýdla z lidských ostatků během 2. světové války v Gdaňsku[2]
- minulost bývalého prezidenta Lecha Wałęsy – v letech 2008 a 2010 institut vydal publikace, podle nichž byl Wałęsa agentem komunistické tajné policie SB s krycím jménem Bolek. Wałęsa to však odmítá a polský Lustrační soud jej už v roce 2000 očistil. Dokumenty Státní bezpečnosti vypovídající o spolupráci vznikly podle Wałęsy za účelem jeho diskreditace v 80. letech a měly mj. zabránit tomu, aby dostal Nobelovu cenu za mír.[3]
- minulost bývalého prezidenta Aleksandra Kwaśniewského – podle zjištění institutu byl zaregistrován jako agent komunistické tajné služby s krycím jménem Alek. Kwaśniewski to popřel, již v roce 2000 jej očistil soud.[4]
- činnost prokurátorky Heleny Wolińské-Brus, která sehrála významnou roli v případech řady uvězněných nebo popravených lidí nepohodlných komunistickému režimu (mj. popraveného hrdiny protinacistického odboje Augusta Emila Fieldorfa) – institut třikrát žádal Velkou Británii o její vydání, vždy neúspěšně.
- Przyszowický masakr – zločiny na civilním obyvatelstvu polské vesnice Przyszowice v Horním Slezsku v lednu 1945.

## Ředitelé
- Leon Kieres, 2000–2005
- Janusz Kurtyka, 2005–2010, zahynul při letecké havárii u Smolenska
- Franciszek Gryciuk, 2010–2011
- Łukasz Kamiński, 2011-2016
- Jarosław Szarek, 2016-2021
- Karol Nawrocki, od 2021